# Louis Le Vau
Louis Le Vau (Leveau escrito corretamente) (1612–1670) foi um arquitecto francês, contemporâneo dos Mansart (François e Jules Hardouin) e de Jacques Lemercier. Não se deve confundir com o seu irmão François Le Vau, arquitecto da igreja de Saint-Louis-en-L’ile, em Paris.

## Carreira

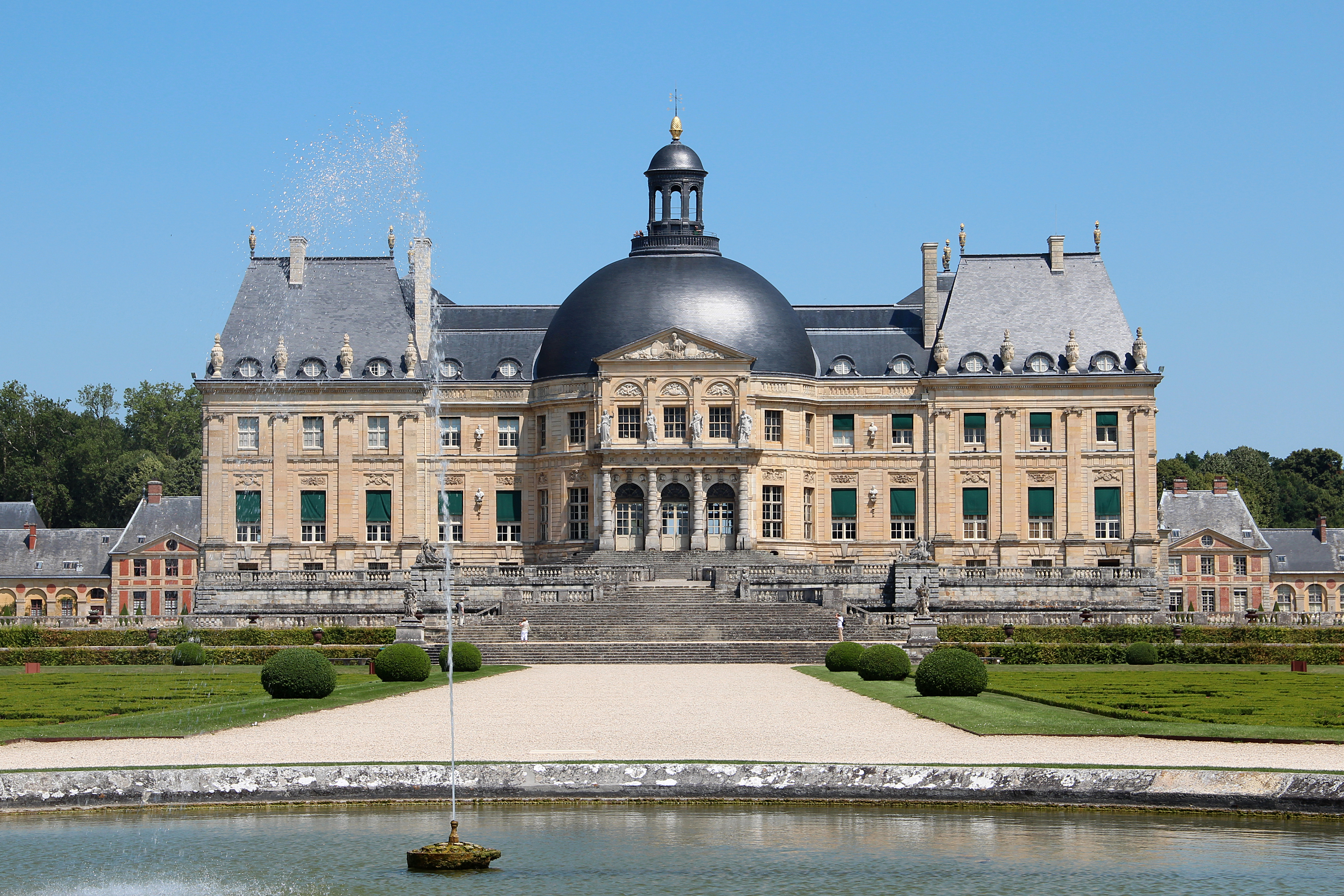
Fachada do Château de Vaux-le-Vicomte

Luis Le Vau foi um dos criadores do classicismo francês, o chamado estilo Luis XIV, que soube combinar extraordinariamente com o Barroco. Criou um estilo que se destaca pela simplicidade das construções e elegância da decoração. A sua obra mais importante foi o Palácio de Vaux-le-Vicomte. Um pequeno palácio construído num bosque, com um grande jardim e vários jogos de água.
É uma construção que contempla uma construção unitária entre a edificação, os jardins e o bosque. O Palácio que foi construído para o Duque Nicolas Fouquet, superintendente das finanças, foi entregue a Le Vou, as pinturas a Le Brun e os jardins a Le Notre.
Le Vau, trabalhou na ampliação do Palácio do Louvre num projecto absolutamente clássico, quase num estilo neo-clássico.
Le Vau formou equipe com o pintor Le Brun e com o matemático e arquitecto Perrault. A fachada do edifico é de traçado completamente clássico. O único elemento que pode ser considerado barroco é o jogo de luzes e sombras que se produz no varandim.
A arquitectura desenvolve-se a partir de um frontão, com colunas coríntias ninhadas e com grande fundação.
Não deixa contudo de ser uma fachada de grande beleza, sensibilidade e simplicidade. O friso é absolutamente limpo.
Esta é uma arquitectura inspirada nos templos romanos, uma fachada muito horizontal.
Luís XIV ordenou a construção do Palácio de Versalhes. Versalhes foi em tempos uma vila sem importância, a poucos quilómetros a oeste de Paris. A construção começou quando ainda não estava terminado o Louvre.
O arquiteto Louis Le Vau, que construiu o Louvre e as Tulherias, foi o encarregado das obras da primeira etapa, sendo ajudado pelo pintor Charles Le Brun (1619-1690), responsável pela decoração, e por André Le Nôtre (1613-1700), o jardineiro que criou os “jardins à francesa”, caracterizados pelas perspectivas a perder de vista, pelos lagos e repuxos. Le Brum foi contratado para fazer os jardins e levar água para Versalhes.
O Palácio de Vaux-le-Vicomte, estava na precedência desta visão real. Em Versalhes todo o conjunto palacial devia constituir um todo, uma característica tipicamente barroca, que privilegia o sacrifício das partes ao todo, isto é, cada artista tem de trabalhar em função do projecto enquanto unidade total.
Jean Baptiste de la Quintinie foi o horticultor do Palácio.